# عقد 1100 هـ
عقد 1100 هـ هو الفترة بين عام 1100 إلى 1109 في التقويم الهجري، أي العشر سنوات الأولى من القرن الثاني عشر الهجري.